# Ciao (portal de Internet)
Ciao fue un portal europeo de compra en línea con página web en Alemania, España, Francia, Holanda, Italia, Reino Unido, Suecia y Estados Unidos. 
La principal función de esta página web era constituir un foro de opinión sobre productos y servicios de todo tipo para ayudar a otros consumidores a decidir sobre la compra de esos productos o el uso de esos servicios. 
Las opiniones publicadas eran accesibles públicamente pero solo eran evaluables por usuarios registrados para establecer su utilidad relativa entre todas las opiniones disponibles para el mismo producto o servicio, de manera que se pudiera medir objetivamente la fiabilidad de dichas opiniones. El registro en Ciao era gratuito.
Dichos usuarios registrados se identificaban por colores de estatus dentro de la comunidad para ayudar a identificar la fiabilidad de la fuente de las informaciones, dado el abultado número de falsas opiniones publicadas por las empresas aludidas en los temas cuyos perfiles solían quedarse en el estatus más bajo.
Ciao como comunidad de consumidores fue fundada en el verano de 1999 por Frederick Paul y Max Cartellieri en Múnich (Alemania). La compañía tenía aproximadamente 170 empleados repartidos en seis oficinas europeas en Ámsterdam, Londres, Madrid, Munich, París y Timisoara (Rumanía), así como 5 empleados en los Estados Unidos de Norteamérica.[cita requerida]
En abril de 2005 la empresa Greenfield Online adquirió Ciao por 154 millones de dólares estadounidenses. Dado que dicha compañía es una empresa líder en el sector de encuestas de mercado y compañías de consultores, con la adquisición de Ciao esperaba incrementar su negocio en Alemania, Austria, Bélgica, España, Francia, Holanda, Italia, Polonia, Reino Unido, Rumanía, Suecia y Suiza. 
En España, en noviembre de 2006 se disolvió la sociedad limitada unipersonal CIAO SPAIN S.L.U. produciéndose la cesión global del Activo y del Pasivo a su socio único CIAO GmbH con efectos contables de 1 de octubre de 2006. Esta operación aparece publicada en el BORME de 27 de noviembre de 2006. Tras el mes de espera preceptivo para posibles reclamaciones de acreedores, los servidores fueron desconectados el 26 de diciembre de 2006 y se restauró su actividad el primer día laborable del año 2007, continuando su actividad hasta la fecha. Sin ningún incidente hasta la fecha.
Ciao GmbH estaba compuesta de dos áreas de negocio: una era el portal de consumidores y la segunda área estaba dedicada a encuestas de consumo. Como estaba integrada por un gran número de usuarios registrados, podía proporcionar grupos específicos de perfiles solicitados por empresas de investigación de mercado para realizar encuestas sobre sus productos y servicios. 
En febrero de 2008 la compañía creó la versión americana, Ciao.com.
Hasta diciembre de 2017, cuando una opinión era leída por un miembro, se añadía una cantidad de dinero a la cuenta de su autor. Los miembros también podían recibir dinero a través de encuestas en línea y referenciando amigos. El 27 de noviembre de 2017, Ciao anunció que a partir del 1 de diciembre se detendrían todos los pagos. En febrero de 2018 la página web de Ciao fue cerrada.

## Microsoft compra Ciao
Microsoft hizo una oferta de $ 486 millones a fines de agosto de 2008 para comprar Greenfield Online, el propietario de Ciao GmbH y Ciao, Inc. Los representantes de Microsoft dijeron que la compra fue hecha principalmente para impulsar la búsqueda en internet de la empresa y el comercio electrónico en Europa.